# Toussieux
Toussieux es una comuna francesa del departamento de Ain, en la región de Auvernia-Ródano-Alpes.

## Demografía
| 176 | 160 | 156 | 327 | 437 | 727 | 736 | 810 |
| Para los censos de 1962 a 1999 la población legal corresponde a la población sin duplicidades (Fuente: INSEE [Consultar]) |     |     |     |     |     |     |     |

Pertenece a la aglomeración urbana de Lyon.